# Fujiwara no Kiyohira
Fujiwara Kiyohira (藤原 清衡?; 1056 – 10 agosto 1128) fu un samurai di genitori misti giapponese-Emishi della fine del periodo Heian (794-1185), il quale fondò la dinastia Hiraizumi o dei Fujiwara del Nord che governarono il Giappone settentrionale dall'anno 1100 al 1189.

## Biografia
Kiyohira era figlio di Fujiwara no Tsunekiyo e di una figlia di Abe no Yoritoki, il cui nome non è noto. Nacque da qualche parte nel bacino di Kitakami nel 1056. Suo padre apparteneva al ramo Hidesato del clan Fujiwara che era noto per la loro abilità di combattimento. Tuttavia Tsunekiyo era un burocrate di medio livello presso il forte Taga nell'attuale Sendai, nella prefettura di Miyagi e quando sposò la moglie Emishi, lasciò la sua posizione e andò a vivere con la famiglia nell'attuale prefettura di Iwate. Così Kiyohira nacque in una famiglia mista nel territorio Emishi da un padre che era considerato un traditore dalle autorità giapponesi.
Gran parte dei suoi primi anni li trascorse in una comunità in guerra con le autorità centrali giapponesi. La prima guerra dei nove anni (guerra di Zenkunen, 前九年合戦?) fu combattuta a salti dal 1050 al 1062 mentre la guerra degli ultimi tre anni (guerra di Gosannen, 後三年合戦?) durò dal 1083 al 1087. Perse il nonno Yoritoki in battaglia nel 1057, suo zio Sadato nel 1062 e tutti i fratelli di sua madre furono deportati nel Kyūshū nello stesso anno. Suo padre fu personalmente decapitato da Minamoto no Yoriyoshi. 
Dopo aver perso suo padre durante le prime nove guerre, sua madre divenne la concubina del suo nemico, Kiyohara no Takehira, che aveva aiutato Yoriyoshi nell'ultima guerra. Kiyohira fu allevato in questo clan nemico come Kiyohara no Kiyohira, con due fratellastri, Sanehira e Iehira. La guerra dei tre anni successivi avvenne per una lotta per le relazioni tra i tre fratelli.
Kiyohira vinse la vittoria finale nella guerra nel 1087, con l'aiuto di Minamoto no Yoshiie, figlio di un altro dei suoi vecchi nemici, Minamoto no Yoriyoshi. Kiyohira tuttavia perse moglie e figlio durante la guerra, ucciso dal fratellastro Iehira.
Vittorioso nella guerra degli ultimi tre anni, Kiyohira tornò presso la propria casa natale, forte Toyota (castello di Iwayadō) per pianificare il suo futuro. Intorno al 1090-1100 costruì una nuova casa sul monte Kanzan in quella che oggi è la città di Hiraizumi. Esistono prove che Kiyohira non usò il nome Fujiwara ma il nome Kiyohara fino al 1117, quando aveva più di 60 anni. Ma usò il cognome Fujiwara e lo trasmise ai suoi figli negli ultimi anni della sua vita. Kiyohira aveva diverse mogli e consorti tra cui una moglie Taira di Kyoto che divenne madre di suoi sei figli, la quale tuttavia tornò a Kyoto e pose fine al matrimonio. È anche noto che aveva avuto due mogli Emishi, una Kiyohara e una Abe. Il figlio maggiore ed erede legittimo era Koretsune. Il suo secondo figlio e l'eventuale successore fu Motohira, nato intorno al 1105, probabilmente da una delle mogli Emishi. Divenne ispettore (Ōryōshi) per le province di Mutsu e Dewa, e successivamente Chinjufu shōgun. 
Dopo aver fondato la casa a Hiraizumi, Kiyohira iniziò un ambizioso programma di costruzione di templi buddisti sulla cima del Monte Kanzan, complesso chiamato Chūson-ji. Questo complesso di templi, pagode, depositi e giardini fu la sua eredità, l'incarnazione della sua visione per se stesso, la sua famiglia e il suo dominio per tutti i tempi.